# Werner von Schleinitz
Werner Freiherr von Schleinitz (* 6. September 1842 in Braunschweig; † 5. September 1905 in Blankenburg) war Landrat und Mitglied des Deutschen Reichstags.

## Familie
Werner von Schleinitz war ein Sohn des braunschweigischen Staatsministers Freiherr Wilhelm von Schleinitz († 3. November 1856) und dessen Ehefrau Charlotte von Schrader (* 7. Oktober 1802).
Er heiratete am 18. September 1876 in München Selma Bresselau von Bressensdorf (* 26. Juli 1844; † 16. Juni 1902 in Hersfeld), eine Tochter des Felix Bresselau von Bressensdorf und der Auguste von Bary (de Bary).

## Leben
Schleinitz besuchte das Gymnasium in Braunschweig und die Universitäten Heidelberg und Berlin. In Heidelberg war er seit 1861 Mitglied des Corps Vandalia. 1864 wurde er Kammergerichts-Auskultator in Berlin und 1866 Regierungsreferendar in Arnsberg. Von 1871 bis 1875 studierte er Geschichte und Literatur in München. Danach trat er wieder in den preußischen Staatsdienst ein und wurde am 1. Oktober 1876 Landrat in Karthaus und am 1. September 1884 in Hersfeld. Dieses Amt übte er bis zu seinem Tode aus. 1894 erhielt er den Charakter als Geheimer Regierungsrat.
Von 1890 bis 1893 war er Mitglied des Deutschen Reichstags für den Reichstagswahlkreis Regierungsbezirk Kassel 6 (Hersfeld, Rotenburg (Fulda), Hünfeld) und die Deutschkonservative Partei.